# Přírodní park Horní Střela
Horní Střela je přírodní park rozkládající se převážně v severní části okresu Plzeň-sever a na jihovýchodním okraji okresu Karlovy Vary. Chrání meandrovitě budované hluboké údolí řeky Střely s typickými lesními porosty na skalnatých svazích. Bohatá květnatá společenstva termofilního a subxerofilního charakteru prolínají společenstva submontánní vegetace.
V současnosti zaujímá přírodní park plochu 9 991,6 ha a jeho hranici vymezují sídla Štichovice, Česká Doubravice, Brdo, Vysočany, Kotaneč, Radotín, Vladořice, Kolešov, Chyše, Podštěly, Žďárek, Tis u Blatna, Žihle, Hluboká, Kalec, Velká Černá Hať, Strážiště, Mladotice a Křečov. V centru přírodního parku se nachází Rabštejn nad Střelou.
Nejvyšším vrcholem přírodního parku je Vladař (693 m n. m.). Dalšími významnými vrcholy jsou Kanešův kopec (633 m n. m.), Jezerský vrch (589 m n. m.) a Gamberk (538 m n. m.). Nejnižším bodem parku je tok řeky Střely pod Strážištěm (346 m n. m.).

## Historie
Přírodní park Horní Střela byl vyhlášen jako oblast klidu na území okresu Plzeň-sever v roce 1978 na ploše 6 813 ha, v roce 1997 byla vyhlášeno přiléhající území o výměře 3 179 ha v okrese Karlovy Vary.

## Přírodní poměry

### Geologie

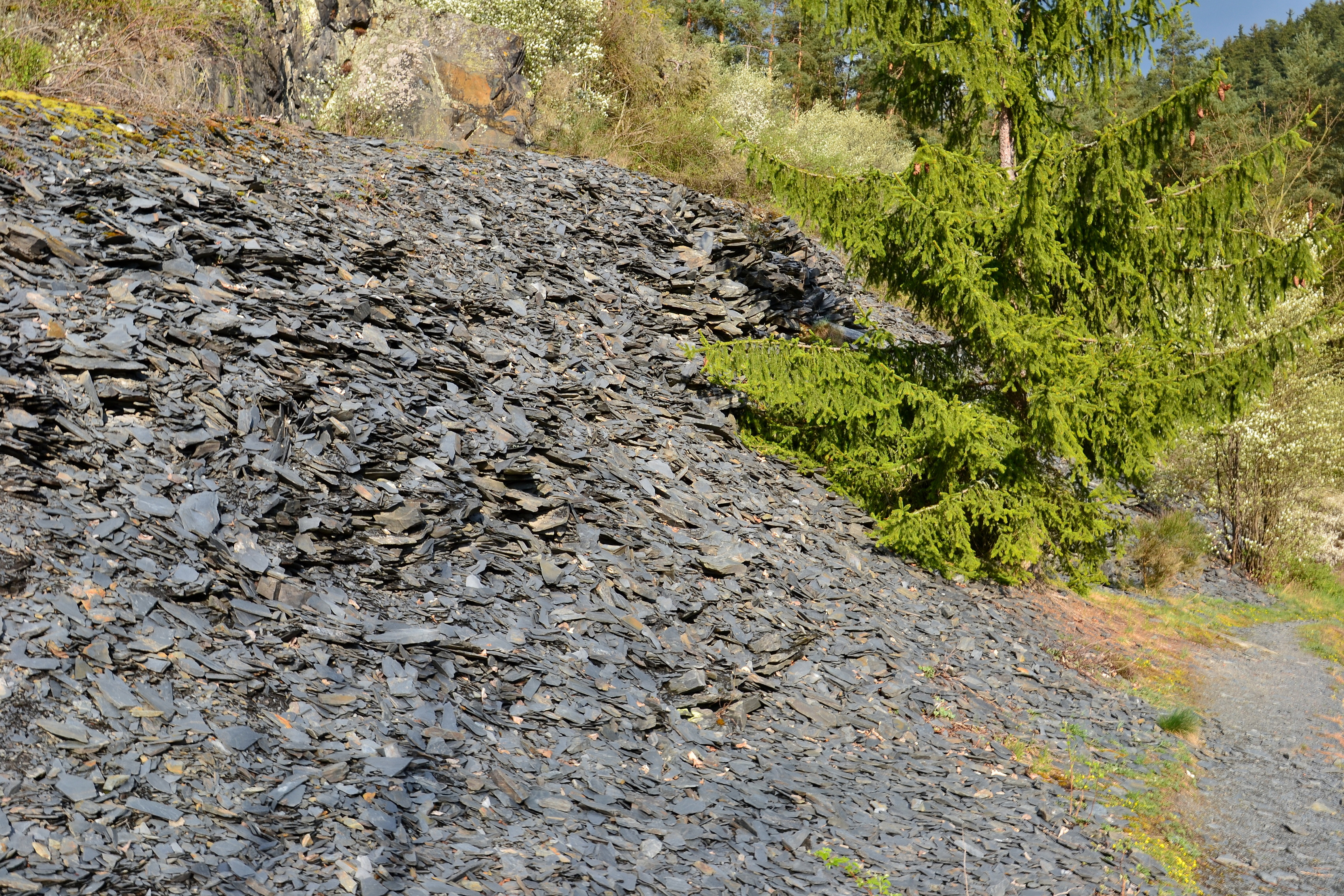
Břidlicová drť v bývalém lomu na jižním okraji Rabštejna nad Střelou

Podloží území tvoří fylitické břidlice, grafitické a kyzové břidlice, fylity, v menším rozsahu dvojslídné svory a granodiority. Značný význam měla v minulosti těžba velmi slabě metamorfovaných fylitických břidlic (tzv. pokrývačských břidlic) v okolí Střely u Rabštejna nad Střelou a Manětína. Tyto břidlice byly použity jako střešní krytiny u řady historických památek například na katedrále sv. Víta v Praze, na hradě Karlštejn, ale i v zahraničí. Do severní části parku zasahují magmatické horniny čistecko-jesenického masivu. V severozápadní části území se nacházejí třetihorní čedičové suky, například vrch Vladař 693 m n. m., výrazná krajinná dominanta s charakteristickým plochým temenem. V území je několik významných tektonických zlomů, zejména Žihelská brázda. Na zlomovém svahu Žihelské brázdy se nacházejí žulová skalní města se sutěmi.

### Hydrologie
Na tektonické zlomy jsou vázány vodní toky. Většina území je odvodňována do Berounky, malá část na severu a severovýchodě do Ohře. Nejvýznamnějším vodním tokem je Střela, která se pod Chyší zařezává do terénu a v okolí Rabštejna nad Střelou vytváří výrazný kaňon. Dalšími menšími vodními toky v oblasti jsou Manětínský a Hrádecký potok.

### Flóra
V oblasti převládají hospodářské smrkové a borovicové porosty, na skalnatých okrajích reliktní bory, v potočních nivách olšiny. Lokálně se zachovaly původní listnaté dřeviny, např. javor mléč, javor klen, habr obecný, buk lesní, dub letní a dub zimní, lípa malolistá a lípa velkolistá. Nejcennější suchomilná a teplomilná vegetace se nachází na izolovaných čedičových kupách, kde roste například skalník celokrajný (Cotoneaster integrrimus), lilie zlatohlavá (Lilium martagon) a hlaváč fialový (Scabiosa columbaria).

### Fauna
Na území parku se ze savců hojně vyskytuje vysoká zvěř, prase divoké (Sus scrofa) a u Střely vydra říční (Lutra lutra), z obojživelníků a plazů ropucha obecná (Bufo bufo), mlok skvrnitý (Salamandra salamandra), užovka obojková (Natrix natrix) a zmije obecná (Vipera berus). Významný je výskyt sov a dravců, například výra velkého (Bubo bubo), sýčka obecného (Athene noctua), puštíka obecného (Strix aluco) a kalouse ušatého (Asio otus).

## Turismus
Oblast je turisticky hojně navštěvována, v přírodním parku se nacházejí významné kulturní a historické památky, ke kterým patří například zámek v Rabštejně nad Střelou, kostel sv. Martina ve Strážišti nebo hradiště Vladař.
Územím přírodního parku procházejí naučné stezky Cesta za pověstí, Rabštejn-Střela a Sklárna.

## Maloplošná chráněná území
Na území přírodního parku se nachází maloplošná chráněná území:
- přírodní rezervace Střela
- přírodní rezervace Vladař
- přírodní památka Jezerský vrch
- přírodní památka U Báby – U Lomu

Nučická lípa je jediným památným stromem na území přírodního parku.